# Christiane Berkvens-Stevelinck
Christiane Marie Georgette Berkvens-Stevelinck (Ukkel (België), 29 maart 1946 – Bilthoven, 23 november 2017) was een Nederlandse theologe.

## Biografie
Christiane Berkvens-Stevelinck combineerde een academische carrière met het predikantschap. Van huis uit was zij Rooms-Katholiek. Ze werd op latere leeftijd lid van de Remonstrantse Broederschap en predikant van dit kerkgenootschap. Ze was predikant voor de remonstranten in Delft (van 1986 tot 1990), Jongerengemeente Arminius (van 1997 tot 1999), Breda (vanaf 2002) en Rotterdam (van 2009 tot 2017). Haar academische carrière begon ze aan de Universiteit Leiden als adjunct-conservator moderne handschriften. Van 2000 tot 2012 was zij hoogleraar Europese cultuur (Keizer Karel-leerstoel) aan de Radboud Universiteit Nijmegen. Bij haar afscheid als predikant, kort voor haar overlijden, ontving zij een koninklijke onderscheiding.
Bij het brede publiek werd Berkvens-Stevelinck bekend door haar levensbeschouwelijke boeken, optredens in levensbeschouwelijke tv- en radioprogramma's en interviews in landelijke bladen. Zij was een pionier binnen kerkelijk Nederland. Als een van de eerste kerkelijke voorgangers bood zij rituelen aan voor een niet-kerkelijk publiek. Tot aan haar overlijden bleef zij schrijven en trad zij naar buiten. Haar laatste tv-optreden was in het KRO-NCRV-programma De Verwondering; met Annemiek Schrijver sprak zij over haar naderende dood, nadat ze kort daarvoor te horen had gekregen dat ze leed aan een ongeneeslijke vorm van kanker.

## Publicaties
- Magna Commoditas, geschiedenis van de Leidse universiteitsbibliotheek 1575-2000 - Primavera Pers/ Leidse Universitaire Pers, 2001
- Vrije Rituelen, vormgeven aan het leven - Uitgeverij Meinema, 2007
- Wat ik je nog zeggen wilde, omgaan met mensen met kanker - VBK Media, 2008
- Catechismus van de Compassie samen met Ad Alblas - Skandalon, 2010
- Erfenis Europa, toekomst van een stervende zwaan - Skandalon, 2012
- Een witte stok met gps, spiritualiteit van de beperking - Uitgeverij Meinema, 2014
- Marc-Alain Ouaknin, een Joodse gids van deze tijd - Skandalon, 2015
- Het intieme leven van alleen leven, spiritualiteit van de single - Uitgeverij Meinema, 2017

## Over Berkvens-Stevelinck
- Hans Heestermans: 'Levensbericht Christiane Marie Georgette Berkvens-Stevelinck'. In: Jaarboek van de Maatschappij der Nederlandse Letterkunde, pag. 61-67

- Bibsys: 90201597
- Biblioteca Nacional de España: XX1044635
- Bibliothèque nationale de France: cb12054356w (data)
- Catàleg d'autoritats de noms i títols de Catalunya: 981058522763206706
- CiNii: DA06607010
- Digitale Bibliotheek voor de Nederlandse Letteren: berk026
- Gemeinsame Normdatei: 113132042
- International Standard Name Identifier: 0000 0001 1033 5152
- Library of Congress Control Number: n79070324
- Nationale Bibliotheek van Letland: 000027626
- NARCIS: PRS1241459
- Nationale bibliotheek van Australië: 56963066
- Nationale Bibliotheek van Israël: 987007258508405171
- Nationale Bibliotheek van Polen: a0000001061934
- Nederlandse Thesaurus van Auteursnamen: 068274726
- Istituto Centrale per il Catalogo Unico: CFIV082538
- Système universitaire de documentation: 028777514
- Trove: 1666478
- Virtual International Authority File: 122328776
- WorldCat: E39PBJmXJWPdFR4P9yRfvbWJjC